# 拉斯戈赖
拉斯戈赖（阿拉伯语：‎）是索馬利亞邦特蘭的都市，人口約8,400人。
此區曾為索馬利蘭共和國萨纳格州的一部分，2007年7月1日此區成為剛獨立的马希尔国的一部分，2009年1月马希尔国被併入索馬利亞的邦特蘭國。